# Ernst Günter Haase
Ernst Günter Haase (* 13. Juli 1913 in Dortmund; † 2. Mai 2010 in Egmating) war ein deutscher Konstrukteur und Segelflieger, der 1958 Weltmeister in der offenen Klasse wurde. Er war Konstruktionsleiter bei der Bölkow GmbH. Er leitete die Entwicklung von Bo 105, Bo 46 und weiterer Modelle. Haase lebte zuletzt bei Ebersberg.

## Leben
Haase besuchte in Dortmund das Realgymnasium, erwarb 1932 das Abitur, studierte Flugzeugbau an der TH Berlin und schloss am 11. März 1940 als Diplom-Ingenieur ab. Während des Zweiten Weltkrieges war er Leiter der fliegerischen und technischen Erprobungsstellen der Sportfliegerei, die 1940 der Reichssegelflugschule Trebbin bei Berlin angegliedert wurden. Dort kam er unter anderem mit der Entwicklung des sog. „Stummelhabicht“ in Berührung. Nach dem Kriege bis zu seiner Pensionierung war er in leitenden Stellungen bei Bölkow/MBB. Dort war er maßgeblich an der Entwicklung von Hubschraubern der Typenreihe Bo beteiligt. Sein besonderes Augenmerk widmete er der passiven Sicherheit durch geeignete Auslegung der Zellen- und Rotorenstruktur. Die Anwendung von Faserverbundwerkstoffen spielte hierbei eine maßgebliche Rolle. Darüber hinaus entwickelte und baute Haase zusammen mit Heinz Kensche und Ferdinand Schmetz in Herzogenrath  zwei richtungsweisende Segelflugzeuge HKS 1 (Doppelsitzer) und HKS 3 (Einsitzer). Auf der HKS 3 errang er als erster Deutscher nach dem Zweiten Weltkrieg wieder einen Weltmeistertitel im Segelflug. Neben den sportlichen Spitzenleistungen (5 Teilnahmen an Weltmeisterschaften – ununterbrochen von 1952 bis 1960) wirkte Haase auch ehrenamtlich über Jahrzehnte als Segelfluglehrer. Er beendete seine fliegerische Laufbahn im Alter von 85 Jahren bei der Flugsportgruppe "Bölkow" auf dem Flugplatz Vogtareuth.

## Segelflug
1930 begann er mit dem Segelflug. 1933 erflog er auf dem Segelflugplatz Borkenberge seine A- bis C-Scheine und erflog ebenfalls noch 1933 auf dem Segelflugplatz Laucha den Segelflugzeugführerschein.
1935 wurde er Segelfluglehrer und erwarb 1936 den Motorfliegerschein.
1936 gewann er mit einem 300-km-Flug den Grunau-Wettbewerb.
1951 Mitwirkung an der Neufassung von Wolf Hirths „Handbuch des Segelfliegens“
1952 erflog er am Segelflugplatz Klippeneck den Geschwindigkeits-Weltrekord für Doppelsitzer über das 100 km Dreieck mit 80,90 km/h Durchschnittsgeschwindigkeit.
1953ff war er Deutscher Segelflugmeister und zweimal Vizemeister.
1958 gewann er die VII. Segelflug-Weltmeisterschaft in Leszno, Polen in der offenen Klasse mit dem von ihm in Gemeinschaft mit Kensche und Schmetz konstruierten und gebauten Segelflugzeug HKS 3.
1998 beendete er seine fliegerischen Aktivitäten. Er hat das Leistungsabzeichen in Gold mit zwei Diamanten erflogen und wurde mit dem Silbernen Lorbeerblatt ausgezeichnet.